# Еджвуд (округ Нортамберленд, Пенсільванія)
Еджвуд (англ. Edgewood) — переписна місцевість (CDP) в США, в окрузі Нортамберленд штату Пенсільванія. Населення — 2286 осіб (2020).

## Географія
Еджвуд розташований за координатами 40°47′18″ пн. ш. 76°34′41″ зх. д. / 40.78833° пн. ш. 76.57806° зх. д. (40.788252, -76.578025).  За даними Бюро перепису населення США в 2010 році переписна місцевість мала площу 1,30 км², уся площа — суходіл.

## Демографія
Згідно з переписом 2010 року, у переписній місцевості мешкали 2384 особи в 1107 домогосподарствах у складі 651 родини. Густота населення становила 1833 особи/км².  Було 1276 помешкань (981/км²).
Расовий склад населення:
| - 97,8 % — білих - 0,4 % — чорних або афроамериканців - 0,4 % — азіатів - 0,1 % — корінних американців |

До двох чи більше рас належало 0,8 %. Частка іспаномовних становила 1,3 % від усіх жителів.
За віковим діапазоном населення розподілялося таким чином: 19,7 % — особи молодші 18 років, 57,5 % — особи у віці 18—64 років, 22,8 % — особи у віці 65 років та старші. Медіана віку мешканця становила 45,9 року. На 100 осіб жіночої статі у переписній місцевості припадало 90,7 чоловіків;  на 100 жінок у віці від 18 років та старших — 85,9 чоловіків також старших 18 років.
Середній дохід на одне домашнє господарство  становив 39 417 доларів США (медіана — 29 609), а середній дохід на одну сім'ю — 42 533 долари (медіана — 36 360). Медіана доходів становила 32 763 долари для чоловіків та 26 875 доларів для жінок. За межею бідності перебувало 22,2 % осіб, у тому числі 29,6 % дітей у віці до 18 років та 6,6 % осіб у віці 65 років та старших.
Цивільне працевлаштоване населення становило 816 осіб. Основні галузі зайнятості: освіта, охорона здоров'я та соціальна допомога — 34,8 %, роздрібна торгівля — 9,9 %, виробництво — 9,9 %.